# Nhã Bố
Nhã Bố (tiếng Mãn: ᠶᠠᠪᡠ, Möllendorff: yabu, tiếng Trung: 雅布; 1658 – 1701) là một hoàng thân của nhà Thanh trong lịch sử Trung Quốc, người thừa kế 1 trong 12 tước vị Thiết mạo tử vương.

## Cuộc đời
Nhã Bố sinh vào giờ Mùi, ngày 6 tháng 6 (âm lịch) năm Thuận Trị thứ 15 (1658), trong gia tộc Ái Tân Giác La. Ông là con trai thứ năm của Giản Thuần Thân vương Tế Độ, và là em trai của Lạt Bố và Đức Tắc – cả hai đều từng thừa kế tước vị Giản Thân vương. Mẹ ông là Thứ Phúc tấn Hàng thị (杭氏). Năm Khang Hi thứ 11 (1672), ông được phong chức Tam đẳng Phụ quốc Tướng quân. Đến tháng 4 năm thứ 22 (1683), anh trai thứ hai của ông là Giản Thân vương Lạt Bố vì phạm tội mà bị đoạt tước, ông được thế tập tước vị Giản Thân vương (簡親王) đời thứ 4, tức Trịnh Thân vương đời thứ 5.
Năm thứ 27 (1688), ông nhậm mệnh hành quân đến Tô Ni Đặc phòng bị Cát Nhĩ Đan. Năm thứ 29 (1690), Cát Nhĩ Đan thâm nhập Ô Châu, ông nhận mệnh cùng An Bắc Đại tướng quân Cung Thân vương Thường Ninh và Phủ Viễn Đại tướng quân Dụ Thân vương Phúc Toàn xuất binh chinh phạt. Năm thứ 38 (1699), tháng 12, quản lý Tông Nhân phủ. Năm thứ 40 (1701), ngày 17 tháng 9 (âm lịch), giờ Mùi, ông qua đời, thọ 44 tuổi, được truy thụy Giản Tu Thân vương (簡修親王).

## Gia quyến

### Thê thiếp
- Nguyên phối: Tây Lâm Giác La thị (西林覺羅氏), con gái của Tá lĩnh Tô Bách Lâm (苏柏林).
- Kế thất: Bát Nhĩ Tế Cát Đặc thị (博爾濟吉特氏), con gái của Nhất đẳng Thị vệ A Lạt Bặc Đàm (阿喇卜谭).
- Trắc Phúc tấn:
  - Cao thị (高氏), con gái của Khinh xa Đô úy Sắc Bạch Hợp (色白合).
  - Quách thị (郭氏), con gái của Thường Bảo (常保).
- Thứ Phúc tấn:
  - Vương thị (王氏), con gái của A Nhĩ Thái (阿尔泰).
  - Lý thị (李氏), con gái của Ba Cách (巴格).
  - Tung Giai thị (嵩佳氏), con gái của Tứ phẩm Điển vệ Hách Đạt Sắc (赫达色).
  - Qua Nhĩ Giai thị (瓜爾佳氏), con gái của Hộ quân giáo Sát Tôn (察孙).
- Thứ thiếp: Ngô Tô thị (烏蘇氏), con gái của Băng Cách Nghi (绷格宜).

### Con trai
1. Nhã Nhĩ Giang A (雅爾江阿; 1677 – 1732), mẹ là Đích Phúc tấn Tây Lâm Giác La thị. Năm 1702 được thế tập tước vị Giản Thân vương. Năm 1726 bị đoạt tước. Có chín con trai.
2. Dương Đan (揚丹; 1679 – 1685), mẹ là Đích Phúc tấn Tây Lâm Giác La thị. Chết yểu.
3. A Trát Lan (阿扎蘭; 1683 – 1717), mẹ là Trắc Phúc tấn Quách thị. Được phong làm Phụ quốc Tướng quân (輔國將軍). Có mười bốn con trai.
4. Tựu Cách (就格; 1685 – 1686), mẹ là Thứ Phúc tấn Vương thị. Chết yểu.
5. Chí Cách (實格; 1685 – 1715), mẹ là Thứ Phúc tấn Lý thị. Được phong làm Phụng quốc Tướng quân (奉國將軍). Vô tự.
6. Kính Thuận (敬順; 1687 – 1744), mẹ là Kế Phúc tấn Bát Nhĩ Tế Cát Đặc thị. Được phong làm Trấn quốc Tướng quân (鎭國將軍). Có năm con trai.
7. Ba Lộc (巴祿; 1688 – 1709), mẹ là Thứ Phúc tấn Vương thị. Được phong làm Phụ quốc Tướng quân (輔國將軍). Có hai con trai.
8. Lý Thịnh Ngạch (理盛額; 1689 – 1712), mẹ là Trắc Phúc tấn Quách thị. Được phong làm Phụng quốc Tướng quân (輔國將軍). Có một con trai.
9. Dương Tang A (楊桑阿; 1690 – 1743), mẹ là Kế Phúc tấn Bát Nhĩ Tế Cát Đặc thị. Được phong làm Trấn quốc công (鎭國公), nhưng sau bị đoạt tước. Có mười bốn con trai.
10. Võ Cách (武格; 1692 – 1731), mẹ là Thứ Phúc tấn Tung Giai thị. Được phong làm Phụng quốc Tướng quân (輔國將軍) kiêm Tam đẳng Thị vệ (三等侍衛). Có sáu con trai.
11. Trung Bảo (忠保; 1694 – 1754), mẹ là Thứ Phúc tấn Qua Nhĩ Giai thị. Được phong làm Phụ quốc Tướng quân (輔國將軍). Có hai con trai.
12. Châu Nhĩ Tô (珠爾蘇; 1695 – 1696), mẹ là Thứ Phúc tấn Vương thị. Chết yểu.
13. Kính Nghiễm (敬儼; 1696 – 1736), mẹ là Kế Phúc tấn Bát Nhĩ Tế Cát Đặc thị. Được phong làm Nhị đẳng Thị vệ. Có bốn con trai.
14. Thần Bảo Trụ (神保住; 1696 – 1759), mẹ là Trắc Phúc tấn Quách thị. Năm 1726 được thế tập tước vị Giản Thân vương. Năm 1748 bị đoạt tước. Có bốn con trai.
15. Mục Ni (穆尼; 1699 – 1723), mẹ là Thứ Phúc tấn Qua Nhĩ Giai thị. Có một con trai.

### Con gái
| TT | Tước hiệu | Mẹ                                 | Sinh | Mất  | Ghi chú |
| -- | --------- | ---------------------------------- | ---- | ---- | --- |
| 3  | Quận chúa | Đích Phúc tấn Tây Lâm Giác La thị  | 1681 | 1701 | Năm 1699 được phong làm Quận chúa, kết hôn với Tam đẳng bá Lý Đệ (李杕)                                                                    |
| 4  | Quận chúa | Kế Phúc tấn Bát Nhĩ Tế Cát Đặc thị | 1688 | 1743 | Năm 1695 kết hôn với Thượng Sùng Dực, con trai Thượng Chi Long – ngạch phò của Hòa Thạc Hòa Thuận Công chúa. Năm 1705 được phong Quận chúa |
| 8  |           | Trắc Phúc tấn                      |      |      | Năm 1705 kết hôn với Tam đẳng bá Lý Đệ (李杕) sau khi chị gái qua đời                                                                      |